# Klammerteilauswertung
Klammerteilauswertung (engl. Clip Licence Agreement) ist ein Fachausdruck aus dem Filmrecht und beschreibt die vertragliche Vereinbarung, aus einem Film Ausschnitte (Klammerteile) zur Verwendung in einem anderen Film zu erlauben. Klammerteile werden etwa in der Verwendung dokumentarischer Sequenzen für dramaturgische und Authentizität unterstreichende Elemente wie beispielsweise in Kriegsfilmen verwendet.